# Stornești, Iași
Stornești este un sat în comuna Sinești din județul Iași, Moldova, România.